# Pozuelo del Páramo
Pozuelo del Páramo è un comune spagnolo di 612 abitanti situato nella comunità autonoma di Castiglia e León.